# Darius Ferdynand
Darius Ferdynand, pseudonimo di Péter Baranyai (Budapest, 14 marzo 1988), è un ex attore pornografico e modello ungherese.

## Biografia
Cresciuto in Ungheria, dopo aver finito la scuola ha cominciato ad ottenere qualche parte in dei cortometraggi e pubblicità. Il compenso era basso, così ha deciso di trasferirsi a Londra dove è cominciata la sua carriera.

### Carriera
Ha cominciato a girare porno nel 2011 all'età di 23 anni per studi europei come Eurocreme e Blakemason.com, fino ad arrivare negli Stati Uniti con MEN.com, Falcon Studios, Lucas Entertainment, CockyBoys e molti altri.
Ha girato le sue ultime scene all'incirca tra il 2016 e il 2017 per poi ritirarsi definitivamente dall'industria del porno.

### Vita privata
È dichiaratamente gay.

## Premi e nomination
| Anno | Premio              | Categoria                        | Film                             | Risultato |
| ---- | ------------------- | -------------------------------- | -------------------------------- | --------- |
| 2014 | Grabby Awards       | Miglior Scena di Sesso di Gruppo | Plays Together (2013)            | Nomina    |
| 2014 | Grabby Awards       | Miglior Bottom                   | –                                | Nomina    |
| 2014 | Grabby Awards       | Miglior Pene                     | –                                | Nomina    |
| 2015 | Prowler Porn Awards | Best British Bottom              | –                                | Vittoria  |
| 2018 | GayVN               | Miglior Scena di Sesso di Gruppo | Sense 8: A Gay XXX Parody (2016) | Nomina    |